# Górnik Zabrze w sezonie 1960
Sezon 1960 był 12. sezonem w historii klubu i 5. z kolei na najwyższym poziomie rozgrywek ligowych. Górnik zakończył rozgrywki I ligi (rozgrywanej systemem wiosna-jesień) na trzecim miejscu.

## Stadion
Miejscem rozgrywania spotkań domowych był otwarty w 1934 roku i przebudowany w 1958 roku stadion przy obecnej ul. Roosevelta 81 mieszczący ok. 35.000 widzów. Dwa spotkania, z sosnowiecką Stalą oraz z warszawską Legią, zostało rozegrane na Stadionie Śląskim w Chorzowie.
Informacje dotyczące frekwencji według Przeglądu Sportowego (www.wikigornik.pl)

## I Liga

### Tabela
| Poz. | Drużyna           | M  | Punkty | Z           | R           | P           | Bramki | Bramki | Bramki |
| Poz. | Drużyna           | M  | Punkty | Z           | R           | P           | +      | –      | +/−    |
| ---- | ----------------- | -- | ------ | ----------- | ----------- | ----------- | ------ | ------ | ------ |
| 1    | Ruch Chorzów      | 22 | 30     | brak danych | brak danych | brak danych | 41     | 29     | 12     |
| 2    | Legia Warszawa    | 22 | 29     | brak danych | brak danych | brak danych | 40     | 26     | 14     |
| 3    | Górnik Zabrze     | 22 | 28     |             |             |             | 52     | 32     | 20     |
| 4    | Odra Opole        | 22 | 27     | brak danych | brak danych | brak danych | 43     | 28     | 15     |
| 5    | Polonia Bydgoszcz | 22 | 22     | brak danych | brak danych | brak danych | 30     | 43     | -13    |

### Wyniki spotkań
| Mecz           | Data            | Stadion   | Przeciwnik        | Wynik | Punkty | Strzelcy                                          |
| -------------- | --------------- | --------- | ----------------- | ----- | ------ | ------------------------------------------------- |
| Runda wiosenna |                 |           |                   |       |        |                                                   |
| 1              | 13 marca        | Zabrze    | Lechia Gdańsk     | 1:0   | 2      | Lentner                                           |
| 2              | 20 marca        | Warszawa  | Legia Warszawa    | 2:4   | 2      | Lentner, Pohl                                     |
| 3              | 27 marca        | Chorzów   | Stal Sosnowiec    | 0:0   | 3      | -                                                 |
| 4              | 3 kwietnia      | Opole     | Odra Opole        | 1:4   | 3      | Wilczek                                           |
| 5              | 8 maja          | Zabrze    | Wisła Kraków      | 4:0   | 5      | Wilczek (2), Pohl, Lentner                        |
| 6              | 14 maja         | Chorzów   | Ruch Chorzów      | 2:2   | 6      | Pohl, Wilczek                                     |
| 7              | 22 maja         | Zabrze    | Gwardia Warszawa  | 5:2   | 8      | Gawlik (2), Jankowski (3)                         |
| 8              | 28 maja         | Szczecin  | Pogoń Szczecin    | 0:0   | 9      | -                                                 |
| 9              | 1 czerwca       | Zabrze    | Polonia Bytom     | 2:1   | 11     | Gawlik, Pohl                                      |
| 10             | 5 czerwca       | Bydgoszcz | Polonia Bydgoszcz | 2:4   | 11     | Wilczek, Lentner                                  |
| 11             | 11 czerwca      | Zabrze    | ŁKS Łódź          | 2:0   | 13     | Wilczek, Lentner                                  |
| Runda jesienna |                 |           |                   |       |        |                                                   |
| 12             | 18 czerwca      | Gdańsk    | Lechia Gdańsk     | 1:3   | 13     | Jankowski                                         |
| 13             | 22 lipca        | Chorzów   | Legia Warszawa    | 2:0   | 15     | Lentner (2)                                       |
| 14             | 30 lipca        | Sosnowiec | Stal Sosnowiec    | 2:2   | 16     | Gawlik, Jankowski                                 |
| 15             | 6 sierpnia      | Zabrze    | Odra Opole        | 1:2   | 16     | Wilczek                                           |
| 16             | 17 września     | Zabrze    | Ruch Chorzów      | 4:2   | 18     | Olejnik, Pohl (2), Wilczek                        |
| 17             | 25 września     | Warszawa  | Gwardia Warszawa  | 3:1   | 20     | Wilczek, Gawlik, Lentner                          |
| 18             | 2 października  | Zabrze    | Pogoń Szczecin    | 4:0   | 22     | Pohl (2), Jankowski, Pieczka                      |
| 19             | 9 października  | Zabrze    | Wisła Kraków      | 4:1   | 24     | Wilczek (2), Jankowski, Kajzerek                  |
| 20             | 16 października | Kraków    | Polonia Bytom     | 0:3   | 24     | -                                                 |
| 21             | 23 października | Bytom     | Polonia Bydgoszcz | 7:0   | 26     | Pohl, Jankowski (2), Gawlik, Wilczek, Lentner (2) |
| 22             | 30 października | Łódź      | ŁKS Łódź          | 3:1   | 28     | Pohl, Jankowski, Wilczek                          |

    zwycięstwo     remis     porażka

## Mecze towarzyskie
| Data                                | Stadion     | Przeciwnik             | Wynik       | Strzelcy                           |
| ----------------------------------- | ----------- | ---------------------- | ----------- | ---------------------------------- |
| Rozegrane w trakcie rundy wiosennej |             |                        |             |                                    |
| 28 lutego                           | Poznań      | Lech Poznań            | 2:2         | brak danych                        |
| 6 marca                             | Zabrze      | Ruch Chorzów           | 4:0         | Pohl (2), Jankowski, Kowal         |
| 23 marca                            | Chorzów     | MTK Budapest           | 1:3         | Kowalski                           |
| 5 kwietnia                          | Zabrze      | Jönköpings Södra IF    | 4:1         | Szalecki, Pohl (2), Gawlik         |
| 13 kwietnia                         | brak danych | Górnik Świętochłowice  | 5:0         | Szalecki (2), Blaga (2), Jankowski |
| 1 maja                              | brak danych | Slavia Ruda Śląska     | brak danych | brak danych                        |
| 11 maja                             | Zabrze      | Legia Warszawa         | 3:2         | Jankowski (2), Szalecki            |
| 29 czerwca                          | Sztokholm   | Djurgårdens IF         | 2:1         | Gawlik, Pohl                       |
| Rozegrane w trakcie rundy jesiennej |             |                        |             |                                    |
| 1 lipca                             | Jönköping   | Jönköpings Södra IF    | 2:1         | Pohl, Jankowski                    |
| 3 lipca                             | Kalmar      | Kalmar FF              | 4:0         | Gawlik (3), Wilczek                |
| lipiec                              | brak danych | BKS Stal Bielsko-Biała | 5:1         | brak danych                        |
| sierpień                            | Janów       | Naprzód Janów          | 9:1         | brak danych                        |
| 27 sierpnia                         | Taganrog    | Trud Taganrog          | 0:1         | -                                  |
| 3 września                          | Królewiec   | Trud Kaliningrad       | 0:1         | -                                  |
| 5 września                          | Woroneż     | Trud Woroneż           | 2:3         | Jankowski, Olejnik                 |
| 27 listopada                        | brak danych | Ruch Chorzów           | 4:2         | Lentner, Wilczek (2), Kowalski     |

    zwycięstwo     remis     porażka

## Zawodnicy

### Skład
| Zawodnik                                                                            | Data urodzenia    | W klubie od | Poprzedni klub      | I Liga    | I Liga | RAZEM | RAZEM |
| ----------------------------------------------------------------------------------- | ----------------- | ----------- | ------------------- | --------- | ------ | ----- | ----- |
| Zawodnik                                                                            | Data urodzenia    | W klubie od | Poprzedni klub      | Bramkarze |        |       |       |
| Joachim Szołtysek                                                                   | 10 czerwca 1932   | 1959        | AKS Chorzów         | 15        | –      | 15    | -     |
| Bernard Śliwka                                                                      | 5 czerwca 1936    | 1960        | Górnik Mikulczyce   | 2         | –      | 2     | -     |
| Obrońcy                                                                             |                   |             |                     |           |        |       |       |
| Stefan Florenski                                                                    | 17 grudnia 1933   | 1957        | Sośnica Gliwice     | 2         | –      | 2     | -     |
| Henryk Hajduk                                                                       | 30 kwietnia 1932  | 1956        | Polonia Gdańsk      | 10        | –      | 10    | -     |
| Stanisław Oślizło                                                                   | 13 listopada 1937 | 1960        | Górnik Radlin       | 15        | –      | 15    | -     |
| Pomocnicy                                                                           |                   |             |                     |           |        |       |       |
| Henryk Czech                                                                        | 21 września 1934  | 1948        | Pogoń Zabrze        | 3         | –      | 3     | -     |
| Ginter Gawlik                                                                       | 5 grudnia 1930    | 1949        | Górnik Biskupice    | 14        | 6      | 14    | 6     |
| Jan Pieczka                                                                         | 13 stycznia 1936  | 1956        | wychowanek          | 3         | 1      | 3     | 1     |
| Henryk Szalecki                                                                     | 25 lutego 1933    | 1948        | Zjednoczenie Zabrze | 6         | –      | 6     | -     |
| Jan Kowalski                                                                        | 15 lutego 1937    | 1959        | Pogoń Zabrze        | 10        | –      | 10    | -     |
| Napastnicy                                                                          |                   |             |                     |           |        |       |       |
| Henryk Blaga                                                                        | 23 lutego 1939    | 1960        | Pogoń Zabrze        | 1         | –      | 1     | -     |
| Edward Olszówka                                                                     | 9 lipca 1937      | 1960        | Naprzód Lipiny      | 13        | –      | 13    | -     |
| Antoni Franosz                                                                      | 9 lutego 1928     | 1948        | Pogoń Zabrze        | 10        | –      | 10    | -     |
| Edward Jankowski                                                                    | 9 stycznia 1930   | 1955        | Górnik Radlin       | 15        | 10     | 15    | 10    |
| Jan Jenkner                                                                         | 6 marca 1941      | 1960        | Start Bielsko-Biała | 1         | –      | 1     | -     |
| Jan Kajzerek                                                                        | 3 listopada 1941  | 1960        | Naprzód Lipiny      | 4         | 1      | 4     | 1     |
| Edmund Kowal                                                                        | 16 lutego 1931    | 1957        | Legia Warszawa      | 2         | –      | 2     | -     |
| Roman Lentner                                                                       | 15 grudnia 1937   | 1956        | Czarni Chropaczów   | 15        | 10     | 15    | 10    |
| Marian Olejnik                                                                      | 26 sierpnia 1928  | 1955        | Górnik Radlin       | 13        | 1      | 13    | 1     |
| Ernest Pohl                                                                         | 3 listopada 1932  | 1956        | Legia Warszawa      | 14        | 10     | 14    | 10    |
| Erwin Wilczek                                                                       | 20 listopada 1940 | 1959        | Zryw Chorzów        | 15        | 13     | 15    | 13    |
| Liczba rozegranych spotkań nie obejmuje kolejek: 2, 4, 7, 13, 14 i 17 (brak danych) |                   |             |                     |           |        |       |       |

### Transfery

#### Przyszli
| Poz            | Nazwisko          | Poprzedni klub      |
| -------------- | ----------------- | ------------------- |
| Okienko letnie |                   |                     |
| NA             | Henryk Blaga      | Pogoń Zabrze        |
| NA             | Jan Jenkner       | Start Bielsko-Biała |
| NA             | Jan Kajzerek      | Naprzód Lipiny      |
| NA             | Edward Olszówka   | Naprzód Lipiny      |
| OB             | Stanisław Oślizło | Górnik Radlin       |
| BR             | Bernard Śliwka    | Górnik Mikulczyce   |

#### Odeszli
| Poz            | Nazwisko           | Nowy klub       |
| -------------- | ------------------ | --------------- |
| Okienko letnie |                    |                 |
| OB             | Rajnhold Dworaczek | brak danych     |
| NA             | Manfred Fojcik     | Sośnica Gliwice |
| BR             | Józef Kaczmarczyk  | koniec kariery  |

#### Skład podstawowy
| Poz                                                                                 | Zawodnik          | I Liga | Razem |
| ----------------------------------------------------------------------------------- | ----------------- | ------ | ----- |
| NA                                                                                  | Edward Jankowski  | 15     | 15    |
| NA                                                                                  | Roman Lentner     | 15     | 15    |
| OB                                                                                  | Stanisław Oślizło | 15     | 15    |
| BR                                                                                  | Joachim Szołtysek | 15     | 15    |
| NA                                                                                  | Erwin Wilczek     | 15     | 15    |
| PO                                                                                  | Ginter Gawlik     | 14     | 14    |
| NA                                                                                  | Ernest Pohl       | 14     | 14    |
| NA                                                                                  | Marian Olejnik    | 13     | 13    |
| NA                                                                                  | Jan Kowalski      | 13     | 13    |
| NA                                                                                  | Edward Olszówka   | 12     | 12    |
| OB                                                                                  | Henryk Hajduk     | 10     | 10    |
| NA                                                                                  | Antoni Franosz    | 9      | 9     |
| PO                                                                                  | Henryk Szalecki   | 6      | 6     |
| PO                                                                                  | Henryk Czech      | 3      | 3     |
| OB                                                                                  | Stefan Florenski  | 2      | 2     |
| NA                                                                                  | Edmund Kowal      | 2      | 2     |
| NA                                                                                  | Jan Jenkner       | 1      | 1     |
| PO                                                                                  | Jan Pieczka       | 1      | 1     |
| Liczba rozegranych spotkań nie obejmuje kolejek: 2, 4, 7, 13, 14 i 17 (brak danych) |                   |        |       |

    podstawowa jedenastka